# Árjadéva
Árjadéva (3. század, szanszkrit: Aryadeva, tibeti: འཕགས་པ་ལྷ་, wylie: ‘phags pa lha, japán: Daiba vagy Sódaiba) indiai buddhista szerzetes tudós, a Nálanda egyetem apátja, Nágárdzsuna tanítványa, fontos mahájána madhjamaka buddhista szövegek szerzője. A kínai csan buddhizmusban Kánadéva néven ismert, ahol ő a 15. pátriárka. A szanszkrit kána szó arra utal, hogy Árjadévának csak egy ép szeme volt. A legenda szerint Mahesvarának ajánlotta fel a másik szemét. Srí Lankán „Bodhiszattva Déva” néven ismert. Árjadéva nevének jelentése „nemes isten”.

## Élete
Árjadéva egy szingaléz király fiaként született. Őt tartják a mahájána filozófia egyik alapítójának. A Szera kolostor szerzetese, Ngavang Dakpa gese szerint,
|  | „Árjadéva ajurvédikus orvos szerzetes volt, ahogy Asvagósa és Nágárdzsuna.” |
|  |                                                                             |

Árjadéva Nágárdzsuna tanítványa volt, és jelentősen hozzájárult a madhjamaka filozófiai iskolához. A drikung kagyü iskola szerint, Árjadéva jelenlegi inkarnációja Garcsen rinpocse.
Az országot járva nem buddhista mestereket győzött le vitázásban, majd a pátaliputrai vallási vita után – egyes legendák szerint – az egyik tanítványa megölte, akivel szemben Árjadéva még ekkor is együttérzést tanúsított.

## Művei
Árjadéva műveinek többsége nem maradt fenn eredeti szanszkrit nyelven, csupán tibeti és kínai fordításban.
Legismertebb szövege feltehetően a Katuszataka (400 vers) – a 16 fejezet, mindegyikben 25 vers. Az első nyolc fejezet arról szól, miképp lehet pozitív erőt felépíteni (érdem), hogy a gyakorló megérthesse a valóság üresség (súnjata) jellemzőjét, hogyan javítsa ki a konvencionális igazságból fakadó téves nézeteket, és hogyan bánjon a zavaró érzelmekkel. A második nyolc fejezet a helyes megértésről szól, a madhjamaka filozófia alapos megértéséről.
Sok fontos ezoterikus buddhista művet (elsősorban a Csarjamelapakapradipa avagy a Gyakorlatokat magába foglaló lámpa) tulajdonítanak Árjadévának. Egyes kutatások szerint azonban lehetséges, hogy ezek a művek inkább a 9-10. század körül keletkeztek.[forrás?] A hagyományos történészek (például a 17. századi tibeti Táranátha) az időrendi egyezések nehézkessége miatt különböző elméleteket alkottak, amelyekben szerepelnek misztikus látomások is. Erről a hagyományról részletesen számol be Wedemeyer.

## Árjadévának tulajdonított szövegek
- Catuhsataka-shastra-nama-karika (Négyszáz vers) – angol nyelvű fordításai: Karen Lang[9] és Ruth Sonam[10].
- Sata(ka)shastra (Értekezés a Száz dalról)
- Aksarasataka (Száz szótag) – olykor Nágárdzsunának tulajdonítják
- Hastavalaprakarana (Hajszál a kézben) – olykor Dignágának tulajdonítják, angolra fordította Fernando Tola és Carmen Dragonetti (On Voidness. A Study on Buddhist Nihilism).